# Eleições estaduais no Amapá em 2022
As eleições estaduais no Amapá em 2022 foram realizadas no dia 2 de outubro. Os eleitores aptos a votar vão eleger um governador, vice-governador, um senador, 8 deputados federais e 24 estaduais. O atual governador em exercício é Waldez Góes, do Partido Democrático Trabalhista (PDT), governador reeleito em 2018. Pela Constituição, o governador será eleito para um mandato de quatro anos a se iniciar em 1.º de janeiro de 2023, e com a aprovação da Emenda Constitucional nº 111, terá seu término em 6 de janeiro de 2027. Para a eleição ao Senado Federal, está em disputa a vaga ocupada por Davi Alcolumbre, do UNIÃO, eleito em 2014.

## Calendário eleitoral
| Calendário eleitoral      | Calendário eleitoral                                                                       |
| ------------------------- | ------------------------------------------------------------------------------------------ |
| 15 de maio                | Início do financiamento coletivo dos pré-candidatos                                        |
| 20 de julho a 5 de agosto | Convenções partidárias para a escolha dos candidatos e das coligações                      |
| 2 de outubro              | Primeiro turno das eleições                                                                |
| 7 a 28 de outubro         | Propaganda eleitoral gratuita no rádio e na televisão relativa a um eventual segundo turno |
| 30 de outubro             | Eventual segundo turno das eleições                                                        |
| até 19 de dezembro        | Diplomação dos eleitos pela Justiça Eleitoral                                              |

## Candidatos ao governo do Amapá
| Candidato a governador                                | Candidato a governador                                | Candidato a governador                                | Candidato(a) a vice-governador(a)                     | Nº                                                    | Coligação/Federação                                                                        | Tempo de horário eleitoral |
| ----------------------------------------------------- | ----------------------------------------------------- | ----------------------------------------------------- | ----------------------------------------------------- | ----------------------------------------------------- | ------------------------------------------------------------------------------------------ | -------------------------- |
|                                                       |                                                       | Clécio Luís Solidariedade                             | Teles Jr PDT                                          | 77                                                    | Amapá para Todos Solidariedade, Federação PSDB Cidadania, PDT, UNIÃO, PL, PP, Republicanos | 6:32                       |
|                                                       |                                                       | Gilvam Borges MDB                                     | Helêne Camilo MDB                                     | 15                                                    | Eficiência e Trabalho MDB, PODE                                                            | 1:37                       |
|                                                       |                                                       | Jaime Nunes PSD                                       | Liliane Albuquerque PSD                               | 55                                                    | Pra Mudar de Verdade PSD, PTB, PROS, PSC, Agir                                             | 1:51                       |
|                                                       |                                                       | Gesiel de Oliveira PRTB                               | Tenente Alis Vanzeler PRTB                            | 28                                                    | Sem coligação PRTB                                                                         | Não possui                 |
|                                                       |                                                       | Gianfranco Azevedo PSTU                               | Ana Paula PSTU                                        | 16                                                    | Sem coligação PSTU                                                                         | Não possui                 |
|                                                       |                                                       | Jairo Palheta PCO                                     | Eliana Brandão PCO                                    | 29                                                    | Sem coligação PCO                                                                          | Não possui                 |
| Apresentação de acordo com a representação partidária | Apresentação de acordo com a representação partidária | Apresentação de acordo com a representação partidária | Apresentação de acordo com a representação partidária | Apresentação de acordo com a representação partidária | Apresentação de acordo com a representação partidária                                      | Sobras: 0:00               |

### Desistências
- Randolfe Rodrigues (REDE) - Deputado estadual pelo Amapá (1999–2006) e senador pelo Amapá (2011 – em exercício). Renunciou a pré-candidatura ao governo do Amapá para integrar a coordenação da campanha presidencial de Lula.[12]
- Piedade Vieira (PSB) - Professora, antropóloga, escritora e pedagoga[13]. Ela anunciou pré-candidatura a deputada estadual.[14]
- Lucas Abrahão (REDE) - Pastor e professor.[15] Abriu mão da disputa para concorrer a deputado federal.[16]

## Candidatos ao Senado Federal
| Candidato(a) a senador(a)                             | Candidato(a) a senador(a)                             | Candidato(a) a senador(a)                             | Candidatos a suplente                                       | Nº                                                    | Coligação/Partido/Federação                                                                | Tempo de horário eleitoral |
| ----------------------------------------------------- | ----------------------------------------------------- | ----------------------------------------------------- | ----------------------------------------------------------- | ----------------------------------------------------- | ------------------------------------------------------------------------------------------ | -------------------------- |
|                                                       |                                                       | Davi Alcolumbre UNIÃO                                 | 1º: Josiel (UNIÃO) 2º: Breno (UNIÃO)                        | 444                                                   | Amapá para Todos Solidariedade, Federação PSDB Cidadania, PDT, UNIÃO, PL, PP, Republicanos | 2:21                       |
|                                                       |                                                       | João Capiberibe PSB                                   | 1º: Professora Rai (PT) 2º: Aldenora Gonzalez (PSB)         | 401                                                   | Frente Popular pela Democracia FE Brasil (PT, PCdoB, PV), Federação PSOL REDE e PSB        | 1:07                       |
|                                                       |                                                       | Rayssa Furlan MDB                                     | 1º: Marquinho (PODE) 2º: Gonçalo Borges (MDB)               | 151                                                   | Eficiência e Trabalho MDB, PODE                                                            | 0:33                       |
|                                                       |                                                       | Gilberto Laurindo Patriota                            | 1º: Coronel Gama (Patriota) 2º: Vico (Patriota)             | 510                                                   | Sem coligação Patriota                                                                     | 0:10                       |
|                                                       |                                                       | Guaracy Silveira PTB                                  | 1º: Otávio Fakhoury Faka (PTB) 2º: Coronel Palmira (Agir)   | 145                                                   | Destrava Amapá PTB, PSD, Agir, PROS e PSC                                                  | 0:38                       |
|                                                       |                                                       | Valdenor Guedes Avante                                | 1º: Paulo Guedes (Avante) 2º: Marcia Keila (Avante)         | 700                                                   | Sem coligação Avante                                                                       | 0:11                       |
|                                                       |                                                       | Marinaldo de Sousa Silva PCO                          | 1º: Regina Célia (PCO) 2º: Eliana Ferreira (PCO)            | 299                                                   | Sem coligação PCO                                                                          | Não possui                 |
|                                                       |                                                       | Sueli Pini PRTB                                       | 1º: Pastor Reginaldo Veiga (PRTB) 2º: Prof. Jurandir (PRTB) | 288                                                   | Sem coligação PRTB                                                                         | Não possui                 |
| Apresentação de acordo com a representação partidária | Apresentação de acordo com a representação partidária | Apresentação de acordo com a representação partidária | Apresentação de acordo com a representação partidária       | Apresentação de acordo com a representação partidária | Apresentação de acordo com a representação partidária                                      | Sobras: 0:00               |

## Debates
| Data  | Organizadores         | Mediador      | Clécio (Solidariedade) | Gilvam (MDB) | Jaime (PSD) |
| ----- | --------------------- | ------------- | ---------------------- | ------------ | ----------- |
| 27/09 | Rede Amazônica Macapá | Luciano Abreu | Presente               | Presente     | Presente    |

## Pesquisas

### Para governador
| Período  | Instituto                      | Amostragem | Clécio (Sol.) | Jaime (PSD)                     | Gilvam (MDB) | Gesiel (PRTB) | Gianfranco (PSTU) | Jairo (PCO) | B/N  | NS/NR | Vantagem |    |    |    |    |     |        |
| -------- | ------------------------------ | ---------- | ------------- | ------------------------------- | ------------ | ------------- | ----------------- | ----------- | ---- | ----- | -------- | -- | -- | -- | -- | --- | ------ |
| Período  | Instituto                      | Amostragem | 16-17/08      | RealTime Big Data AP-02569/2022 | 1 500        | 37%           | 37%               | 4%          | B/N  | NS/NR | Vantagem | 3% | 1% | 0% | 8% | 10% | Empate |
| 21-23/08 | IPEC AP-01513/2022             | 800        | 41%           | 35%                             | 5%           | 1%            | 1%                | 2%          | 8%   | 8%    | 6%       |    |    |    |    |     |        |
| 22-25/08 | Paraná Pesquisas AP-05427/2022 | 1 280      | 36,6%         | 37,7%                           | 2,3%         | 2,7%          | 1,6%              | 2,7%        | 8,6% | 7,7%  | 1,1%     |    |    |    |    |     |        |
| 03-05/09 | Quaest AP-03659/2022           | 900        | 44%           | 34%                             | 4%           | 2%            | 1%                | 1%          | 6%   | 8%    | 10%      |    |    |    |    |     |        |
| 09-13/09 | Destak AP-03659/2022           | 800        | 34,4%         | 37,6%                           | 0,8%         | 1,4%          | 0,3%              | 0,4%        | 4,1% | 21,1% | 3,2%     |    |    |    |    |     |        |
| 14-16/09 | IPEC AP‐04681/2022             | 800        | 50%           | 36%                             | 4%           | 2%            | 1%                | 1%          | 4%   | 3%    | 14%      |    |    |    |    |     |        |
| 17-21/09 | Instituto Veritá AP-02240/2022 | 1 020      | 50%           | 38,3%                           | 1%           | 3%            | 1%                | 0,3%        | 2,5% | 4%    | 11,7%    |    |    |    |    |     |        |
| 20-24/09 | Doxa AP-04993/2022             | 1 800      | 37,2%         | 39,5%                           | 1,2%         | 1,2%          | 0,6%              | 0,1%        | 1%   | 19,2% | 2,3%     |    |    |    |    |     |        |
| 24-27/09 | Quaest AP-00408/2022           | 900        | 50%           | 36%                             | 4%           | 2%            | 1%                | 1%          | 4%   | 2%    | 14%      |    |    |    |    |     |        |
| 27-29/09 | IPEC AP-05843/2022             | 800        | 54%           | 36%                             | 1%           | 1%            | 1%                | 1%          | 3%   | 3%    | 18%      |    |    |    |    |     |        |

### Para senador
| Período | Instituto                      | Amostragem | Davi (UNIÃO) | Furlan (MDB)                     | Capi (PSB) | Guaracy (PTB) | Sueli (PRTB) | Laurindo (Patriota) | Guedes (Avante) | Marinaldo (PCO) | B/N  | NS/NR | Vantagem |    |    |    |     |    |     |
| --- | ------------------------------ | ---------- | ------------ | -------------------------------- | ---------- | ------------- | ------------ | ------------------- | --------------- | --------------- | ---- | ----- | -------- | -- | -- | -- | --- | -- | --- |
| Período | Instituto                      | Amostragem | 16-17/08     | RealTime Big Data1 AP-02569/2022 | 1 500      | 35%           | 19%          | 11%                 | 8%              | 2%              | B/N  | NS/NR | Vantagem | 1% | 0% | 0% | 11% | 9% | 16% |
| 21-23/08 | IPEC AP-01513/2022             | 800        | 39%          | 21%                              | 12%        | 4%            | 2%           | 2%                  | 2%              | 1%              | 7%   | 10%   | 18%      |    |    |    |     |    |     |
| 22-25/08 | Paraná Pesquisas AP-05427/2022 | 1 280      | 32,3%        | 27,3%                            | 8,5%       | 6,7%          | 2,1%         | 2,7%                | 1,8%            | 0,6%            | 9,3% | 8,6%  | 5%       |    |    |    |     |    |     |
| 03-05/09 | Quaest AP-03659/2022           | 900        | 43%          | 22%                              | 15%        | 4%            | 2%           | 0%                  | 1%              | 0%              | 6%   | 7%    | 21%      |    |    |    |     |    |     |
| 09-13/09 | Destak1 AP-09424/2022          | 800        | 32,9%        | 29,6%                            | 4,6%       | 1,5%          | 1,4%         | 0,3%                | 0,4%            | 0,5%            | 2,7% | 25,7% | 3,3%     |    |    |    |     |    |     |
| 14-16/09 | IPEC AP‐04681/2022             | 800        | 44%          | 33%                              | 9%         | 4%            | 1%           | 1%                  | 0%              | 0%              | 4%   | 4%    | 11%      |    |    |    |     |    |     |
| 17-21/09 | Instituto Veritá AP-02240/2022 | 1 020      | 42,6%        | 29,4%                            | 10,7%      | 4%            | 2%           | 1,5%                | 0,3%            | 0,1%            | 2%   | 7,4%  | 13,2%    |    |    |    |     |    |     |
| 20-24/09 | Doxa AP-04993/2022             | 1 800      | 37,2%        | 31,8%                            | 4,9%       | —             | 0,3%         | 0,3%                | 0,5%            | —               | 0,6% | 24,4% | 5,4%     |    |    |    |     |    |     |
| 24-27/09 | Quaest AP-00408/2022           | 900        | 45%          | 31%                              | 12%        | 3%            | 1%           | 1%                  | 1%              | 0%              | 3%   | 3%    | 14%      |    |    |    |     |    |     |
| 27-29/09 | IPEC AP-05843/2022             | 800        | 47%          | 32%                              | 8%         | 3%            | 2%           | 0%                  | 1%              | —               | 3%   | 4%    | 15%      |    |    |    |     |    |     |
| ↑1 - Os institutos incluiram o nome de Coronel Palmira (Agir). Na pesquisa RealTime ela ficou com 4% e na Destak 0,3% das intenções de votos. |                                |            |              |                                  |            |               |              |                     |                 |                 |      |       |          |    |    |    |     |    |     |

## Assembleia Legislativa
O resultado das últimas eleições estaduais e a situação atual da bancada da Assembleia Legislativa do Amapá está abaixo:
| Filiação Partidária | Filiação Partidária | Membros | Membros    | +/–     |
| Filiação Partidária | Filiação Partidária | Eleitos | Atualidade | +/–     |
| ------------------- | ------------------- | ------- | ---------- | ------- |
|                     | PL                  | 4       | 3          | 1       |
|                     | MDB                 | 1       | 3          | 2       |
|                     | PDT                 | 1       | 2          | 1       |
|                     | PODE                | 0       | 2          | 2       |
|                     | Cidadania           | 0       | 1          | 1       |
|                     | PSOL                | 1       | 1          | Estável |
|                     | PSB                 | 1       | 1          | Estável |
|                     | REDE                | 1       | 1          | Estável |
|                     | PSC                 | 1       | 1          | Estável |
|                     | PP                  | 1       | 1          | Estável |
|                     | Republicanos        | 1       | 1          | Estável |
|                     | PROS                | 0       | 1          | 1       |
|                     | PSD                 | 1       | 1          | Estável |
|                     | PSDB                | 1       | 1          | Estável |
|                     | UNIÃO               | Novo    | 1          | 1       |
|                     | Solidariedade       | 1       | 1          | Estável |
|                     | PTB                 | 1       | 1          | Estável |
|                     | DC                  | 1       | 0          | 1       |
|                     | Agir                | 2       | 0          | 2       |
|                     | PMB                 | 1       | 0          | 1       |
|                     | PRP                 | 1       | 0          | 1       |
|                     | PPL                 | 1       | 0          | 1       |
|                     | DEM                 | 2       | 0          | 2       |
| Total               | Total               | 24      | 24         | –       |

## Resultados

### Governador
O candidato Jairo Palheta (PCO) não teve seus votos calculados devido a problemas em sua candidatura junto ao TSE.
| Candidato(a)              | Vice                       | 1º turno 2 de outubro de 2022 | 1º turno 2 de outubro de 2022 |
| Candidato(a)              | Vice                       | Total                         | Percentagem                   |
| ------------------------- | -------------------------- | ----------------------------- | ----------------------------- |
| Clécio Luís (SD)          | Antônio Teles Júnior (PDT) | 222.168                       | 53,69%                        |
| Jaime Nunes (PSD)         | Liliane Alburquerque (PSD) | 176.208                       | 42,58%                        |
| Gesiel de Oliveira (PRTB) | Alis Vanzeler (PRTB)       | 8.704                         | 2,10%                         |
| Gilvam Borges (MDB)       | Helêne Camilo (MDB)        | 4.510                         | 1,09%                         |
| Gianfranco Gusmão (PSTU)  | Ana Paula (PSTU)           | 1.588                         | 0,38%                         |
| Jairo Palheta (PCO)       | Eliana Brandão (PCO)       | 634                           | 0,15%                         |
| → Total de votos válidos  | → Total de votos válidos   | 413.178                       | 93,46%                        |
| → Votos em branco         | → Votos em branco          | 6.494                         | 1,47%                         |
| → Votos nulos             | → Votos nulos              | 21.795                        | 4,93%                         |
| → Votos anulados          | → Votos anulados           | 634                           | 0,14%                         |
| Total de Inscritos        | Total de Inscritos         | 550.697                       | 100%                          |
| Abstenções                | Abstenções                 | 107.234                       | 19,52%                        |
| Total                     | Total                      | 100                           | 100                           |

### Senador
| Candidato(a)                 | Turno único 2 de outubro de 2022 | Turno único 2 de outubro de 2022 |
| Candidato(a)                 | Total                            | Percentagem                      |
| ---------------------------- | -------------------------------- | -------------------------------- |
| Davi Alcolumbre (UNIÃO)      | 196.087                          | 47,88%                           |
| Rayssa Furlan (MDB)          | 174.128                          | 42,52%                           |
| João Capiberibe (PSB)        | 21.979                           | 5,37%                            |
| Guaracy Júnior (PTB)         | 9.177                            | 2,24%                            |
| Sueli Pini (PRTB)            | 4.961                            | 1,21%                            |
| Gilberto Laurindo (PATRIOTA) | 2.033                            | 0,50%                            |
| Valdenor Guedes (AVANTE)     | 971                              | 0,24%                            |
| Marinaldo de Sousa (PCO)     | 174                              | 0,04%                            |
| → Total de votos válidos     | 400.159                          | 90,51%                           |
| → Votos em branco            | 10.978                           | 2,48%                            |
| → Votos nulos                | 21.613                           | 4,89%                            |
| → Votos anulados             | 9.351                            | 2,12%                            |
| Total de Inscritos           | 550.697                          | 100%                             |
| Abstenções                   | 107.234                          | 19,52%                           |
| Total                        | 100                              | 100                              |

## Deputados federais eleitos
O Amapá ocupou 8 das 513 cadeiras de deputado federal na Câmara dos Deputados do Brasil. Com a reforma política ocorrida em 2017, não houve coligações proporcionais, ou seja, os candidatos representaram unicamente suas siglas e elas elegeram suas bancadas individualmente. 

Representação eleita
  PL: 3
  PDT: 3
  MDB: 2

| Candidato | Candidato          | Partido | Votos  | Cidade de origem | Unidade federativa |
| --------- | ------------------ | ------- | ------ | ---------------- | ------------------ |
|           | Josenildo          | PDT     | 27.112 | Macapá           | Amapá              |
|           | Acácio Favacho     | MDB     | 24.064 | Macapá           | Amapá              |
|           | Vinícius Gurgel    | PL      | 13.253 | Macapá           | Amapá              |
|           | Dorinaldo Malafaia | PDT     | 11.473 | Macapá           | Amapá              |
|           | Sonize Barbosa     | PL      | 9.200  | Macapá           | Amapá              |
|           | Prof. Goreth       | PDT     | 8.049  | Macapá           | Amapá              |
|           | Dr.Pupio           | MDB     | 5.787  | Belém            | Pará               |
|           | Silvia Waiãpi      | PL      | 5.435  | Macapá           | Amapá              |

## Deputados estaduais eleitos
O Amapá teve 364 candidatos aptos para concorrer as 24 cadeiras de deputado estadual na Assembleia Legislativa do Amapá. Da mesma forma que nas eleições para deputados federais, não houve coligações proporcionais.

Representação eleita
     PDT (3)
     UNIÃO (3)
     FE Brasil (2)
     Solidariedade (2)
     MDB (2)
     PL (2)
     PSD (2)
     REDE (2)
     Cidadania (1)
     PTB (1)
     PP (1)
     PODE (1)
     Republicanos (1)
     PROS (1)

| Candidato(a) | Candidato(a)      | Partido       | Votos  | Cidade de origem | Unidade federativa |
| ------------ | ----------------- | ------------- | ------ | ---------------- | ------------------ |
|              | Delegado Inácio   | PDT           | 14.163 | Macapá           | Amapá              |
|              | Jack JK           | Solidariedade | 12.539 | Belém            | Pará               |
|              | Zeneide Costa     | PODE          | 11.547 | Mazagão          | Amapá              |
|              | Jesus Pontes      | PDT           | 11.069 | Macapá           | Amapá              |
|              | Alliny Serrão     | UNIÃO         | 11.007 | Almeirim         | Pará               |
|              | Junior Favacho    | MDB           | 9.698  | Macapá           | Amapá              |
|              | Kaká Barbosa      | PL            | 7.453  | Recife           | Pernambuco         |
|              | Liliane Abreu     | PV            | 7.202  | Macapá           | Amapá              |
|              | Diogo Senior      | MDB           | 7.072  | Macapá           | Amapá              |
|              | Pastor Oliveira   | Republicanos  | 6.897  | Benevides        | Pará               |
|              | Roberto           | UNIÃO         | 6.681  | Macapá           | Amapá              |
|              | Aldilene Souza    | PDT           | 6.645  | Macapá           | Amapá              |
|              | Hildegard         | UNIÃO         | 6.527  | Macapá           | Amapá              |
|              | Jory Oeiras       | PP            | 6.342  | Macapá           | Amapá              |
|              | Paulo Nogueira    | PT            | 6.276  | Santana          | Amapá              |
|              | Telma Nery        | Cidadania     | 5.825  | Belém            | Pará               |
|              | Jaime Perez       | PTB           | 5.779  | Macapá           | Amapá              |
|              | Dr. Victor Amoras | REDE          | 5.225  | Macapá           | Amapá              |
|              | Edna Auzier       | PSD           | 5.222  | Santana          | Amapá              |
|              | Dayse Marques     | Solidariedade | 5.119  | Macapá           | Amapá              |
|              | Lorran Barreto    | PSD           | 4.735  | Macapá           | Amapá              |
|              | Fabrício Furlan   | REDE          | 4.689  | Ribeirão Preto   | São Paulo          |
|              | Rayfran Beirão    | PROS          | 4.154  | Macapá           | Amapá              |
|              | R. Nelson         | PL            | 3.898  | Teresina         | Piauí              |

#### Resultados por partido
|                        |                                                 |                 |                 |         |         |
| Nº                     | Partido                                         | Votos populares | Votos populares | Vagas   | ±       |
| Nº                     | Partido                                         | Votos           | %               | Vagas   | ±       |
| 12                     | Partido Democrático Trabalhista (PDT)           | 50.424          | 11,73%          | 3       | 2       |
| 44                     | União Brasil (União)                            | 47.217          | 10,98%          | 3       | 2       |
| 15                     | Movimento Democrático Brasileiro (MDB)          | 31.774          | 7,38%           | 2       | 2       |
| 22                     | Partido Liberal (PL)                            | 30.428          | 7,08%           | 2       | 2       |
| 55                     | Partido Social Democrático (PSD)                | 27.454          | 6,39%           | 2       | 1       |
| 77                     | Solidariedade                                   | 27.258          | 6,34%           | 2       | 1       |
| 19                     | Podemos (PODE)                                  | 25.401          | 5,91%           | 1       | Estável |
| 11                     | Progressistas (PP)                              | 25.375          | 5,9%            | 1       | Estável |
| 18                     | Rede Sustentabilidade (REDE)                    | 20.702          | 4,81%           | 2       | 1       |
| 10                     | Republicanos (Republicanos)                     | 14.899          | 3,47%           | 1       | Estável |
| 43                     | Partido Verde (PV)                              | 14.643          | 3,41%           | 1       | 1       |
| 45                     | Partido da Social Democracia Brasileira (PSDB)  | 14.639          | 3,4%            | 0       | 1       |
| 90                     | Partido Republicano da Ordem Social (PROS)      | 14.377          | 3,34%           | 1       | Estável |
| 14                     | Partido Trabalhista Brasileiro (PTB)            | 14.174          | 3,3%            | 1       | —       |
| 20                     | Partido Social Cristão (PSC)                    | 10.463          | 2,43%           | 0       | 1       |
| 65                     | Partido Comunista do Brasil (PCdoB)             | 10.144          | 2,36%           | 0       | —       |
| 23                     | Cidadania                                       | 10.093          | 2,35%           | 1       | Estável |
| 13                     | Partido dos Trabalhadores (PT)                  | 8.771           | 2,04%           | 1       | 1       |
| 28                     | Partido Renovador Trabalhista Brasileiro (PRTB) | 7.729           | 1,8%            | 0       | —       |
| 70                     | Avante                                          | 6.833           | 1,6%            | 0       | —       |
| 50                     | Partido Socialismo e Liberdade (PSOL)           | 6.122           | 1,42%           | 0       | 1       |
| 40                     | Partido Socialista Brasileiro (PSB)             | 5.305           | 1,23%           | 0       | 1       |
| 36                     | Agir                                            | 17              | 0,00%           | 0       | —       |
| Total de votos válidos | Total de votos válidos                          | 429.952         | 97,25%          | 24      | 24      |
| → Votos em branco      | → Votos em branco                               | 6.614           | 1,50%           | 24      | 24      |
| → Votos nulos          | → Votos nulos                                   | 5.535           | 1,25%           | 24      | 24      |
| Total de votos         | Total de votos                                  | 442.101         | 77,90%          | 24      | 24      |
| Abstenções             | Abstenções                                      | 3.463           | 2,11%           | 24      | 24      |
| Eleitorado apto        | Eleitorado apto                                 | 550.697         | 550.697         | 550.697 | 550.697 |
| Fonte:                 |                                                 |                 |                 |         |         |